# Anna Hollandt
Anna Hollandt (* 29. Dezember 1996 als Anna Rupprecht) ist eine deutsche Skispringerin, die für den SC Degenfeld startet. Sie wohnt in Rimsting. Ihre bisher größten Erfolge sind der Weltmeistertitel im Mixed-Teamwettbewerb bei den Weltmeisterschaften 2021 in Oberstdorf sowie der Weltmeistertitel im Teamspringen der Frauen 2023 in Planica.

## Werdegang
Rupprecht begann bereits im Alter von sechs Jahren mit dem Skispringen und startet seit 2002 für ihren Heimatverein SC Degenfeld. Sie wurde bei den Deutschen Meisterschaften 2007 in Meinerzhagen 17. Seit dem 10. August 2008 ist sie unregelmäßig im Continental Cup zu sehen und holte beim Debüt mit Platz 30. ihren ersten COC-Punkt. Bei den Deutschen Meisterschaften 2008 in Oberhof wurde sie deutsche Meisterin und sprang beim Teamspringen mit Ramona Straub als Baden-Württemberg III den fünften Platz. 2009 wurde sie deutsche Schülermeisterin. Bei ihren ersten Juniorenweltmeisterschaften 2010 in Hinterzarten belegte sie den neunten Platz, bei den OPA-Spielen 2010 in Eisenerz holte sie sich die Goldmedaille und ein Jahr später die Bronzemedaille. Bei der Deutschen Meisterschaft 2010 in Oberhof konnte sie sich vor Ulrike Gräßler und Melanie Faißt die Goldmedaille sichern.
Bei ihren zweiten Juniorenweltmeisterschaften 2011 in Otepää sprang sie auf Platz 11. 2011 wurde sie im Ladies Cup Gesamtsiegerin in der Kategorie Schüler und wurde deutsche Schülermeisterin. Bei den Deutschen Meisterschaften 2011 in Meinerzhagen wurde sie Siebente. Am 7. Januar 2012 gab sie ihr Debüt im Weltcup in Hinterzarten, wurde 46. und 48. und verpasste jeweils den zweiten Durchgang. Im weiteren Verlauf der Weltcupsaison wurde sie nicht mehr eingesetzt. Bei den Deutschen Meisterschaften 2012 der Juniorinnen in Hinterzarten sprang sie auf den fünften Platz und bei den Damen ebenfalls auf den fünften Platz. In der Alpencup-Saison 2012/13 war sie beim ersten Springen in Einsiedeln noch 17. und beim zweiten Springen steigerte sie sich auf den fünften Platz. In Winterberg erreichte sie den neunten und den vierten Platz.
Bei der Junioren-WM in Almaty gewann Anna Rupprecht mit ihren Teamkolleginnen Henriette Kraus, Pauline Heßler und Gianina Ernst Gold im Mannschaftswettbewerb. Im Einzelspringen wurde sie wegen zu langer Sprungskier disqualifiziert. Im Skisprung-Weltcup schaffte sie es in der Saison 2016/17 mit einem dritten Platz auf dem Lysgårdsbakken in Lillehammer erstmals auf das Podest. Am 9. Februar 2019 gewann sie im Mannschaftswettbewerb auf der Logarska dolina im slowenischen Ljubno gemeinsam mit Carina Vogt, Juliane Seyfarth und Katharina Althaus erstmals ein Weltcupspringen. Bei den Weltmeisterschaften in Seefeld belegte Rupprecht im Einzel den 24. Platz.
Rupprecht fiel nach einem im Sommer erlittenen Meniskusriss und Knorpelschaden für die Saison 2019/20 aus.
Bei den Weltmeisterschaften 2021 in Oberstdorf gewann sie zusammen mit Katharina Althaus, Markus Eisenbichler und Karl Geiger die Goldmedaille im Mixed-Teamwettbewerb.
Bei den Nordischen Skiweltmeisterschaften 2023 in Planica gewann sie gemeinsam mit Luisa Görlich, Selina Freitag und Katharina Althaus die Goldmedaille im Teamspringen der Damen. Nach dem ICOC-Wochenende in Eisenerz im Februar 2025 nahm Hollandt vorübergehend nicht mehr an Wettkämpfen teil und begründete dies später mit mentalen Problemen. Bereits bei der WM 2023 hatte sie über die Auswirkungen der Menstruation auf sportliche Leistungen gesprochen.

## Privates
Anfang Juni 2024 heiratete sie Julian Hollandt und nahm seinen Nachnamen an.

## Erfolge

### Weltcupsiege im Team
| Nr. | Datum           | Ort    | Typ             |
| --- | --------------- | ------ | --------------- |
| 1.  | 9. Februar 2019 | Ljubno | Normalschanze 1 |

### Medaillen bei den deutschen Meisterschaften
| Deutsche Meisterschaften | Deutsche Meisterschaften | Deutsche Meisterschaften | Deutsche Meisterschaften |
| ------------------------ | ------------------------ | ------------------------ | ------------------------ |
| Gold                     | 2010 Oberhof             | Gold im Einzel           |                          |
| Bronze                   | 2015 Oberstdorf          | Bronze im Einzel         |                          |
| Gold                     | 2016 Berchtesgaden       | Gold im Einzel           |                          |
| Silber                   | 2020 Oberstdorf          | Silber im Team           |                          |
| Gold                     | 2022 Hinterzarten        | Gold im Team             |                          |
| Bronze                   | 2023 Klingenthal         | Bronze im Einzel         |                          |
| Bronze                   | 2023 Klingenthal         | Bronze im Team           |                          |

## Statistik

### Weltcup-Platzierungen
| Saison  | Platz | Punkte |
| ------- | ----- | ------ |
| 2013/14 | 39.   | 049    |
| 2014/15 | 48.   | 001    |
| 2015/16 | 24.   | 153    |
| 2016/17 | 26.   | 127    |
| 2017/18 | 32.   | 058    |
| 2018/19 | 25.   | 209    |
| 2020/21 | 17.   | 225    |
| 2021/22 | 36.   | 067    |
| 2022/23 | 18.   | 374    |
| 2023/24 | 20.   | 269    |
| 2024/25 | 51.   | 012    |

### Grand-Prix-Platzierungen
| Saison | Platz | Punkte |
| ------ | ----- | ------ |
| 2014   | 23.   | 017    |
| 2015   | 16.   | 081    |
| 2016   | 13.   | 071    |
| 2021   | 45.   | 018    |
| 2022   | 16.   | 070    |
| 2023   | 56.   | 012    |
| 2024   | 50.   | 009    |

### Continental-Cup- und Ladies-Cup-Platzierungen
| Saison  | Continental Cup | FIS-Ladies-Grand-Prix | Ladies Cup     |
| ------- | --------------- | --------------------- | -------------- |
| 2009/10 | 43.             | 43.                   | –              |
| 2010/11 | 40.             | 19.                   | 01. (Schüler)  |
| 2011/12 | 66.             | –                     | 18. (Junioren) |
| 2012/13 | 29.             | –                     | –              |
| 2013/14 | 09.             | –                     | –              |
| 2014/15 | 36.             | –                     | –              |
| 2016/17 | 17.             | –                     | –              |
| 2017/18 | 22.             | –                     | –              |